# Heyou, Chongqing
Heyou (kinesiska: 鹤游) är en köping i sydvästra Kina. Den ligger i Dianjiang härad i storstadsområdet Chongqing,  omkring 95 kilometer nordost om det centrala stadsdistriktet Yuzhong. Antalet invånare är 12 374. Befolkningen består av 6 302 kvinnor och 6 072 män. Barn under 15 år utgör 18,0 %, vuxna 15-64 år 66 %, och äldre över 65 år 14,0 %.